# Dani Vivian
Daniel „Dani“ Vivian Moreno (* 5. Juli 1999 in Vitoria-Gasteiz) ist ein spanischer Fußballspieler.

## Karriere

### Vereine
Aus der U19 des Santutxu FC wechselte Vivian zur Saison 2016/17 zum CD Basconia. Nach einer Saison zog es ihn weiter zu Bilbao Athletic. Nach einigen Jahren hier schaffte er im August 2020 den Sprung zu Athletic Bilbao, welche ihn direkt an den CD Mirandés verliehen. Hier sammelte er erste Einsätze in der zweiten Liga und trug teils die Kapitänsbinde. Seit der Spielzeit 2021/22 gehört er fest zum Kader von Bilbao, in dem er in LaLiga am 1. Spieltag auch direkt debütierte. Mit Bilbao gewann er in der Ausgabe 2023/24 die Copa del Rey. 

### Nationalmannschaft
Nachdem er zuvor nie für eine spanische U-Nationalmannschaft zum Einsatz gekommen war, wurde er erstmals im März 2024 nominiert und kam am 24. März 2024 bei einer 0:1-Freundschaftsspielniederlage gegen Kolumbien zu seinem Debüt für die A-Nationalmannschaft, bei welchem er direkt in der Startelf stand. Später wurde er für den finalen Kader bei der Europameisterschaft 2024 nominiert. In der Vorbereitung hierzu erhielt er seinen zweiten Länderspieleinsatz.

## Titel
Nationalmannschaft
- Europameister: 2024

Verein
- Spanischer Pokalsieger: 2024